# Chrysophthalmum gueneri
Chrysophthalmum gueneri là một loài thực vật có hoa trong họ Cúc. Loài này được Aytaç & Anderb. mô tả khoa học đầu tiên năm 2001.